# Pygoderma bilabiatum
Pygoderma bilabiatum е вид бозайник от семейство Американски листоноси прилепи (Phyllostomidae).

## Разпространение
Видът е разпространен в Южна Америка и по-специално в Северна Аржентина, Боливия, югоизточна Бразилия и Парагвай.